# Gasteracantha diardi
Il Gasteracantha diardi (Lucas, 1835) è una specie di ragno araneide facente parte del genere Gasteracantha.

## Distribuzione
Diffuso in gran parte del sud-est asiatico, il Gasteracantha diardi ha un areale che comprende il sud della Cina, la Thailandia, Singapore, la Malaysia, il Borneo e altre isole della Sonda indonesiane.

## Descrizione

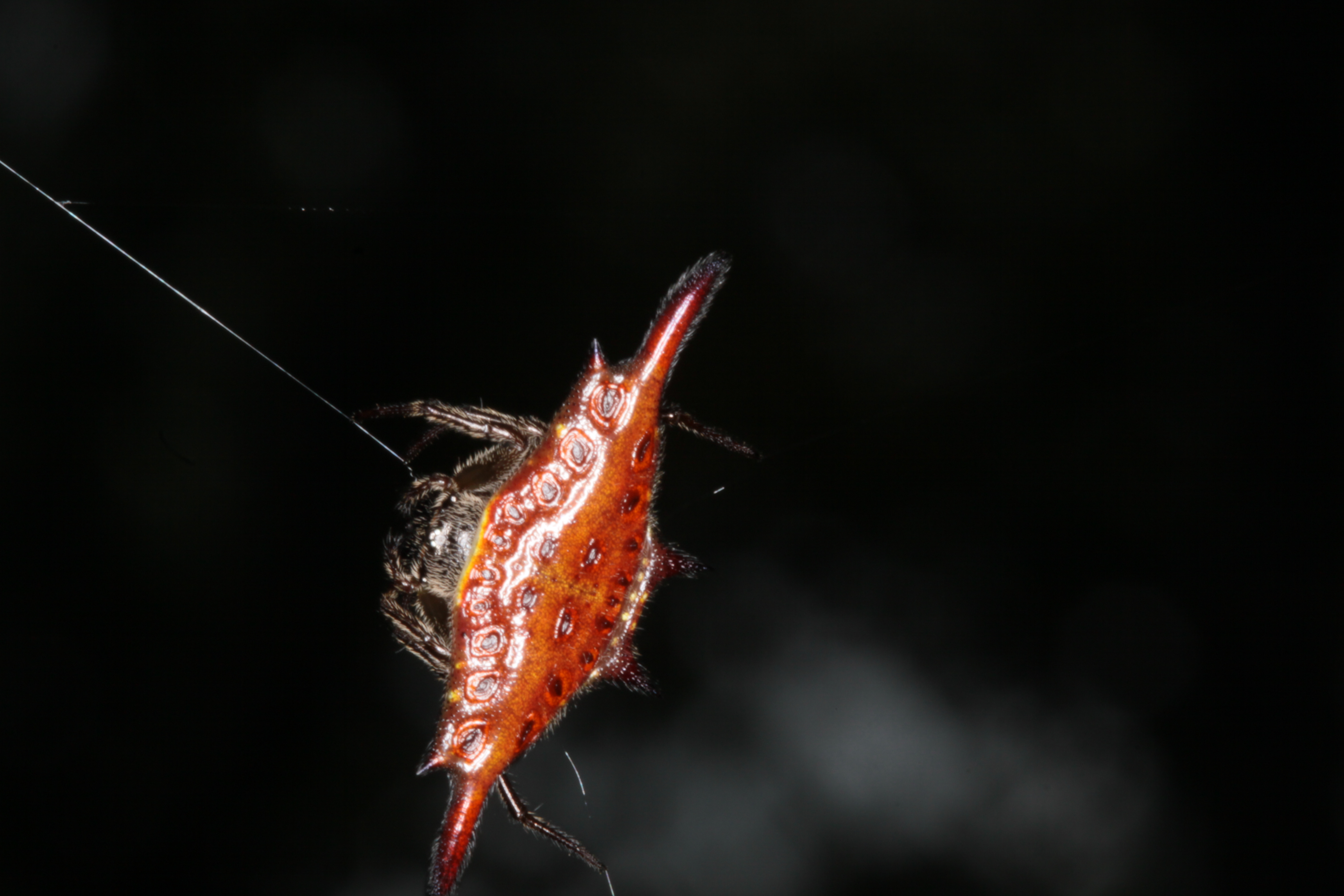
In quest'immagine sono ben visibili i sigilla sulla parte superiore dell'addome del Gasteracantha diardi.

Le femmine di questa specie hanno una forma e un colore caratteristici. Il tratto più caratteristico è sicuramente un addome piatto, oblungo e dotato di 3 coppie di spine, con la coppia anteriore costituita da spine piccole e coniche leggermente orientate in avanti, quella mediana costituita da spine decisamente più lunghe e spesse e dirette trasversalmente al corpo dell'animale con una leggera curvatura all'indietro, e quella posteriore costituita da spine ben sviluppate, di lunghezza intermedia tra le altre due e rivolte all'indietro. La superficie superiore dell'addome, che emette luce blu se illuminata con luce ultravioletta, appare poi dura e lucida, con colori varianti dal rosso scuro al marrone, e talvolta contrassegnata da strisce giallastre o biancastre orizzontali. Essa reca inoltre 19 sigilla - piccole depressioni simili a fossette - di colore più scuro sul proprio margine, 10 nella parte anteriore e 9 nella parte posteriore, a cui si aggiungono altri 4 sigilla disposti nel centro a formare un quadrilatero.

## Specie simili
Dato che le due specie condividono parte del proprio areale, essendo entrambe diffuse nella Malaysia peninsulare e a Singapore, ed essendo simili nell'aspetto, G. diardi e G. mengei vengono spesso confuse, tuttavia in quest'ultima specie non son presenti le spine nella parte posteriore dell'addome e quelle anteriori sono più lunghe e dritte. G. diardi è talvolta confuso anche con G. doriae, il cui addome è però leggermente più lungo e reca una coppia di spine anteriori rivolte in avanti, con le mediane più sottili e relativamente corte rispetto a quanto si vede negli esemplari di G. diardi.